# Bois de Morval
Pour les articles homonymes, voir Morval.
Le bois de Morval est situé dans le Vexin français, département du Val-d'Oise, à environ 40 km au nord-ouest de Paris.
Cette forêt départementale d'une superficie de 61 hectares s'étend sur la commune de Guiry-en-Vexin, au cœur du parc naturel régional du Vexin français.
Le bois fut acquis en 1975 par le Conseil Général du Val-d'Oise, il est géré par l’Office national des forêts.

## Géographie

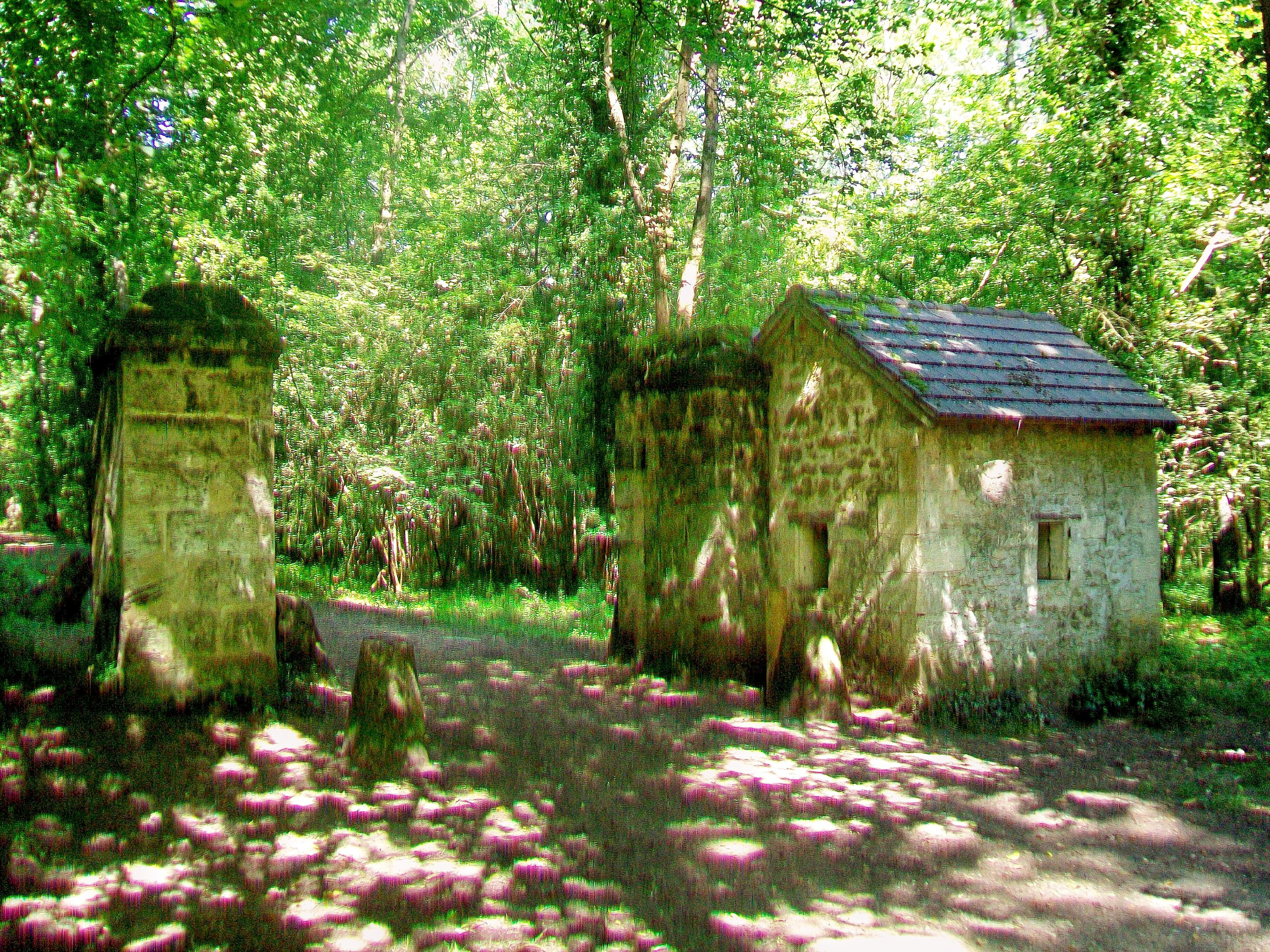
Ancien portail gardé dit La Loge.

Le bois possède une grande diversité de milieux de par sa topographie vallonnée et sa structure géologique (calcaire en surface, argile sur les pentes et sable dans le vallon). Une partie du bois de Morval se présente sous la forme d’une pelouse calcicole.
Cette diversité géographique sur une superficie réduite lui confère une grande richesse floristique et faunistique, ce qui motive sa protection en tant que zone naturelle d'intérêt écologique, faunistique et floristique (ZNIEFF) de type 1. Les pelouses calcicoles du bois sont classées en espace naturel sensible depuis 2008. Le bois de Morval n'est cependendant pas encore un site Natura 2000.

## Faune et flore
On y trouve pas moins de 239 espèces végétales dont 18 rares, voire très rares. Soixante espèces de plantes à fleurs ont été inventoriées par l’ONF en 1998. L’espèce dominante est une graminée, le Brome dressé (Bromus erectus), mais on y trouve aussi des orchidées (dont les spectaculaires Ophrys) et de l’Anémone pulsatille (Pulsatilla vulgaris), plante protégée à l'échelle régionale.
Parmi la faune remarquable, on peut y observer 29 espèces de papillon, le criquet bleu (Oedipoda caerulescens), le lézard vert, l’orvet (lézard sans pattes) mais également la Mante religieuse, particulièrement rare en Île-de-France,.

### Les moutons
Les pelouses calcicoles sont des milieux naturels, vestiges d’activités humaines, aujourd’hui en régression en Île-de-France. Trop pauvres pour la culture, l’Homme a valorisé les pelouses calcicoles par le pâturage des moutons. Ceci a permis l’apparition d’un biotope diversifié. Malheureusement, ce milieu est très fragile et nécessite une intervention régulière, sous peine de se refermer et de se retransformer en forêt.
Pour cette raison, le Conseil général du Val-d'Oise a fait appel à un éleveur local afin que des moutons entretiennent les pelouses calcicoles. En broutant, les moutons rasent le sol durant l’automne durant trois semaines, ce qui permet notamment une bonne repousse des orchidées à la fin du printemps et de pérenniser des milieux favorables aux insectes.

## Patrimoine

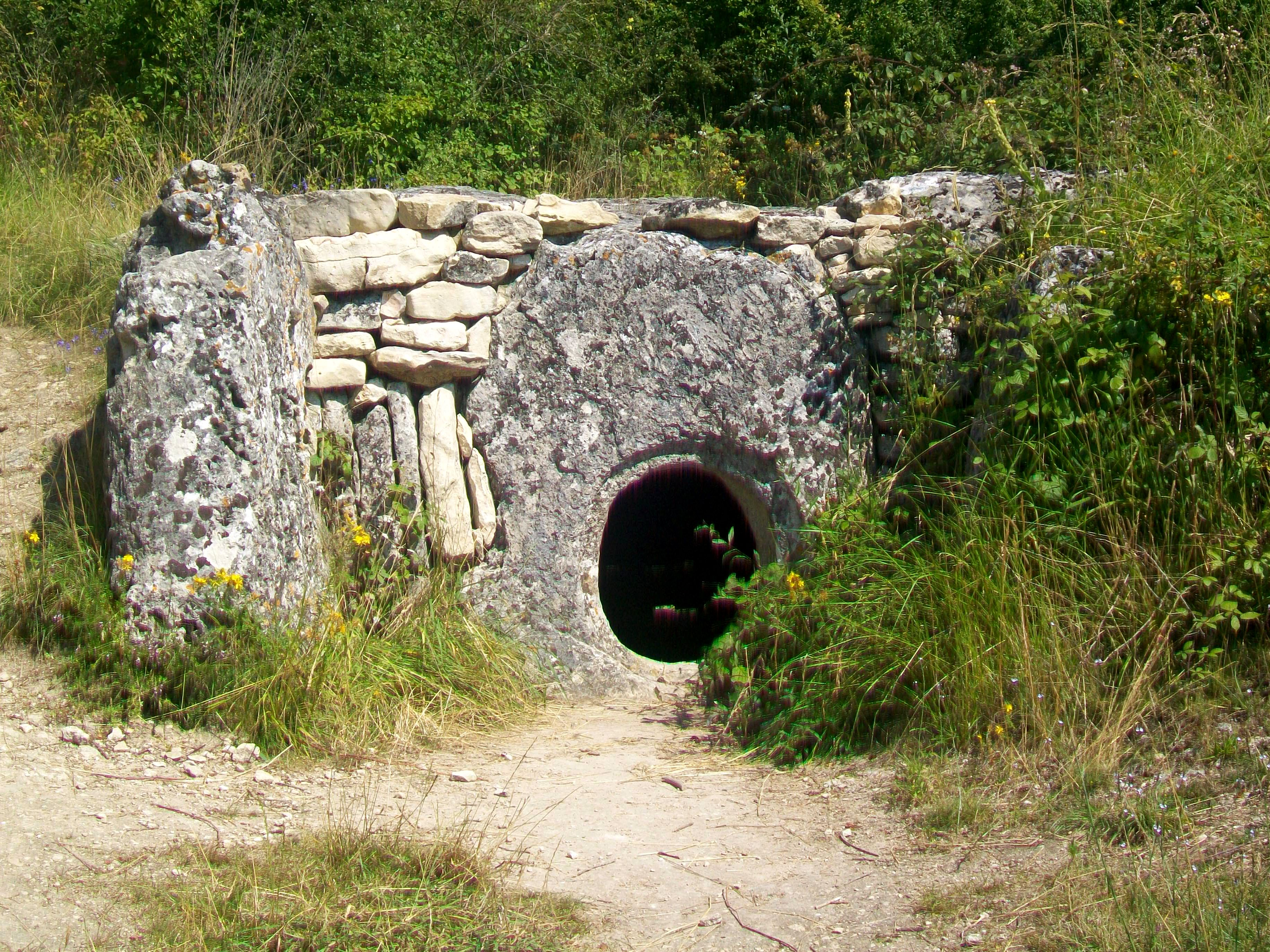
Allée couverte du Bois-Couturier.

L'allée couverte du Bois-Couturier compte parmi les plus beaux monuments mégalithiques du Vexin français. Elle abritait une sépulture collective. La chambre souterraine mesure huit mètres de long sur deux de large. Deux-cents squelettes y ont été retrouvés. Particularité rare, le bouchon de pierre qui refermait la chambre mortuaire a été trouvé sur les lieux ; il est conservé au musée archéologique départemental du Val-d'Oise à Guiry avec une réplique de l'allée couverte. Cette dernière a été classée monument historique par arrêté du 24 mai 1958.

## Accès
L'accès principal de la forêt se situe sur la voie communale n° 6 de Wy-dit-Joli-Village à Cléry-en-Vexin, qui constitue le prolongement de la rue du Bois de Morval à Cléry-en-Vexin. Cette commune est située sur la voie express de la RD 14 Paris - Rouen entre Cergy et Magny-en-Vexin. Elle est desservie, du lundi au samedi, par la ligne d'autocars express n° 95-04 du réseau de bus du Vexin (Pontoise -) Gare de Cergy-Préfecture - Gare de Cergy-Le Haut - Magny-en-Vexin (- Bray-et-Lû), à raison d'un car toutes les 30 ou 60 min. L'entrée du bois de Morval est à 1,8 km à pied depuis l'arrêt de car. Un sentier de petite randonnée est balisé à travers la forêt, parcourable également depuis Guiry-en-Vexin, rue du Lavoir. Quelques panneaux d'information sont disposés le long de l'itinéraire. L'allée couverte n'est pas située sur l'itinéraire principal, mais sur une variante, fléchée seulement à partir de son point de départ.